# Kallikratés

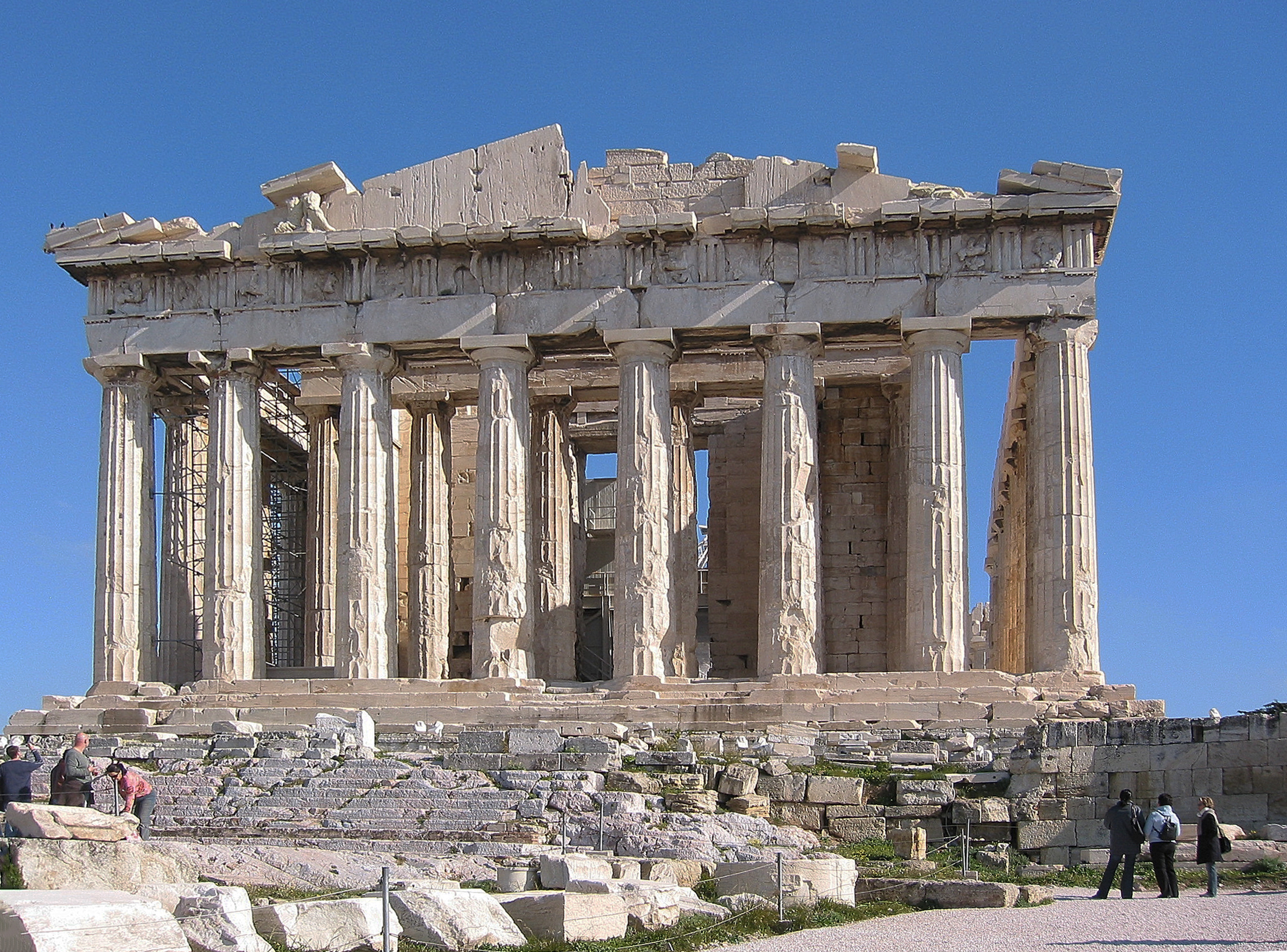
Parthenón v Athénách

Kallikratés (470 př. n. l., Athény – 420 př. n. l., Athény) byl starověký řecký architekt, žijící v polovině 5. století př. n. l. Spolu s Iktinem se podílel na stavbě Parthenónu. Dále byl zodpovědný i za stavbu chrámu Athény Niké (Athény Vítězné), taktéž umístěného na athénské akropoli.